# Bernardo de Vera y Pintado
Bernardo de Vera y Pintado (ur. 1780 w Santa Fe  – zm. 27 sierpnia 1827 w Santiago) - południowoamerykański adwokat i polityk, autor pierwszych słów Hymnu Narodowego Chile. Był synem José de Vera Mujica i Marii Antonii López Almonacid Pintado. Ukończył studia na uniwersytecie w Cordobie, po czym wraz z gubernatorem Joaquínem del Pino (jego wujem) wyjechał do Chile aby kontynuować naukę na Królewskim Uniwersytecie Świętego Filipa w Santiago. Ukończył je uzyskując uprawnienia adwokackie. Po ogłoszeniu przez Chile Niepodległości został reprezentantem władz Argentyny w Chile. Razem z Camillo Henriquezem założył czasopismo La Aurora de Chile. Opuścił Chile w po jego powtórnym zajęciu przez armię hiszpańską, powrócił wraz z Armią Andów w 1817 roku. W 1819 roku napisał tekst pierwszego hymnu Chile (refren jest śpiewany do dziś). Był deputowanym do Kongresu z Linares (1823–1825), jego wiceprzewodniczącym (1824) i przewodniczącym (1825). W 1826 roku został profesorem prawa cywilnego i kanonicznego w Instytucie Narodowym w Santiago.